# Fortuynia sinensis
Fortuynia sinensis är en kvalsterart som beskrevs av Malcolm Luxton 1992. Fortuynia sinensis ingår i släktet Fortuynia och familjen Fortuyniidae. Inga underarter finns listade i Catalogue of Life.